# 1959-es Formula–1 portugál nagydíj
Az 1959-es Formula–1-es világbajnokság hetedik futama a portugál nagydíj volt.

## Futam
Az első rajthelyet Stirling Moss szerezte meg Cooperjével 2 másodperces előnnyel Jack Brabham és 5,4 másodperc előnnyel a hétvégén szárnyaló Master Gregory előtt. A leglassabb Innes Ireland volt, aki 15,6 másodperccel maradt el Stirling idejétől. A versenyen Mosst nem lehetett megállítani, megnyerte a versenyt 1 kör előnnyel, ezzel 9 pontot gyűjtve. Második Master Gregory, harmadik Dan Gurney lett. Brabham kiesett. Ez nem a híresebb versenyzők hétvégéje volt: Phil Hill csak a 7. lett az időmérőn, a versenyen balesetet szenvedett. Bruce McLaren a 8. helyre kvalifikálta magát, ő
váltóhiba miatt esett ki. Tony Brooks a 10. lett a kvalifikáción, 9. lett a versenyen 5 
kör hátránnyal. Graham Hill a 15. leggyorsabb időt érte el az időmérőn, a versenyen kiesett balesetben. Ireland a 3. körben feladta a versenyt.
| Helyezés | #  | Versenyző              | Csapat/Motor    | Futott körök | Idő/Kiesés oka   | Rajthely | Pontszám |
| -------- | -- | ---------------------- | --------------- | ------------ | ---------------- | -------- | -------- |
| 1        | 4  | Stirling Moss          | Cooper-Climax   | 62           | 2:11'55,41       | 1        | 8        |
| 2        | 2  | Masten Gregory         | Cooper-Climax   | 61           | + 1 kör          | 3        | 6        |
| 3        | 16 | Dan Gurney             | Ferrari         | 61           | + 1 kör          | 6        | 4        |
| 4        | 5  | Maurice Trintignant    | Cooper-Climax   | 60           | + 2 kör          | 4        | 3        |
| 5        | 6  | Harry Schell           | BRM             | 59           | + 3 kör          | 9        | 2        |
| 6        | 10 | Roy Salvadori          | Aston Martin    | 59           | + 3 kör          | 12       |          |
| 7        | 8  | Ron Flockhart          | BRM             | 59           | + 3 kör          | 11       |          |
| 8        | 9  | Carroll Shelby         | Aston Martin    | 58           | + 4 kör          | 13       |          |
| 9        | 14 | Tony Brooks            | Ferrari         | 57           | + 5 kör          | 10       |          |
| 10       | 18 | Mário de Araújo Cabral | Cooper-Maserati | 56           | + 6 kör          | 14       |          |
| Kiesett  | 3  | Bruce McLaren          | Cooper-Climax   | 38           | Váltó/erőátvitel | 8        |          |
| Kiesett  | 1  | Jack Brabham           | Cooper-Climax   | 23           | Váltó/erőátvitel | 2        |          |
| Kiesett  | 7  | Jo Bonnier             | BRM             | 10           | Motorhiba        | 5        |          |
| Kiesett  | 15 | Phil Hill              | Ferrari         | 5            | Baleset          | 7        |          |
| Kiesett  | 11 | Graham Hill            | Lotus-Climax    | 5            | Baleset          | 15       |          |
| Kiesett  | 12 | Innes Ireland          | Lotus-Climax    | 3            | Váltó            | 16       |          |

### Statisztikák
Vezető helyen:
- Stirling Moss: 62 kör (1-62)

Stirling Moss 11. győzelme, 9. pole-pozíciója, 16. leggyorsabb köre, 3. mesterhármasa (pp, lk, gy) 
- Cooper 5. győzelme.